# Chris Sullivan
Chris Sullivan (Palm Springs, 19 de julio de 1980) es un actor y músico estadounidense, conocido por interpretar a Toby en la serie This Is Us (2016-2022).

## Biografía
Se graduó en arte dramático en la Universidad Loyola Marymount en 2002.
Se convirtió en padre por primera vez el 28 de julio de 2020 con el nacimiento de su hijo, Bear Maxwell Sullivan. En mayo de 2022 se hizo público que iba a ser padre por segunda vez, de una niña. El 23 de octubre de 2022 nació su hija, Aoife Bea Sullivan.

## Filmografía
- 2008 : North Starr : Sprit
- 2014 : The Knick : Tom Cleary
- 2014 : The Drop : Jimmy
- 2016 : Imperium : Andrew Blackwell
- 2016 : Morgane : Dr. Darren Finch
- 2016 : Live by Night : Brendan Loomis
- 2016: Stranger Things : Benny Hammond
- 2017 : Guardianes de la Galaxia vol. 2 : Taserface
- 2017 : Walden : Tony
- 2018 : The Independents : Alvin
- 2019 : Adopt a Highway : Orankle
- 2019 : I Trapped the Devil : The Man
- 2020 : Broadcast Signal Intrusion : Phreaker
- 2024: Megamind vs. the Doom Syndicate: Behemoth
- 2024: Presence: Chris Payne